# Geleji Frigyes
Geleji Frigyes (Belgrád, 1928. július 13. – Budapest, 1999.) a kémiai tudományok doktora, címzetes egyetemi tanár.

## Életpályája
Iskolai tanulmányait Szülővárosában kezdte, majd 1941 és 1946 között a budapesti Evangélikus Gimnáziumban tanult. Érettségi után a Budapesti Műszaki Egyetem vegyészmérnöki karán folytatta tanulmányait, 1950-ben a szerves kémiai technológia szakon vegyészmérnöki oklevelet szerzett.
1950-től 1967-ig a Műanyagipari Kutató Intézetben dolgozott, 1961-ben az intézet igazgatóhelyettesévé nevezték ki. Kezdetben főleg a szálasanyagok előállításánál használatos polimerek előállításával foglalkozott, e munkája eredményeként hozták létre a magyarországi kaprolaktám üzemeket Kazincbarcikán és Budapesten, amelyek évekig a hazai poliamid gyártás alapanyagát jelentették. 1955-től tevékenysége kiterjedt az akrilnitril polimerizációjára is. E téma gyakorlati mellékterméke lett az Egyesült Vegyiművekben gyártott Solakrol. Ezt a témát kutatta 1956-ban a Magyar Tudományos Akadémia ösztöndíjával az akkori NDK Tudományos Akadémiájának Szálkutató Intézetében is. „A kaprolaktám foszforsavas polimerizációjának mechanizmusa” című kandidátusi disszertációját 1962-ben védte meg.
Vezetése alatt indult és folyt a szintetikus szálgyártással kapcsolatos kutatómunka, aminek eredményeként az 1950-es évek végén a Magyar Viscosagyárban üzembe helyezték a poliamid vágottszál gyártó kísérleti üzemet, majd 1965-ben a polipropilénszál gyártó üzemet.
1967-ben Geleji Frigyest nevezték ki a Magyar Viscosagyár műszaki fejlesztési igazgatóhelyettesének, azzal a feladattal, hogy a vállalatnál új, önálló kutatóbázist alakítson ki. A kutatóbázis 1973-ban kezdte meg működését, 110 fővel. A vállalatnál a kutatási körülmények megteremtése mellett megfelelő szakembergárda kinevelése is feladata volt. A vállalati kutatórészleg fejlesztette tovább a polipropilén szál gyártási technológiáját, kidolgozta a poliamid szőnyegfonal gyártásának és az akrilszálak gélszinezésének technológiáját.
Műszaki fejlesztési igazgatóhelyettesként nemcsak a kutatást, hanem a beruházásokat, a hazai szálgyártás továbbfejlesztését is irányította. E funkciójában is folytatta tudományos tevékenységét, amelynek fő területe az 1960-as évek második felétől a szintetikus szálak tulajdonságainak módosítása lett.
1979-ben védte meg „A poliamid és polipropilén szálak tulajdonságainak módosítási lehetőségei” című disszertációját, amivel elnyerte a műszaki tudományok doktora címet.
A szintetikus szálak révén szoros kapcsolatba került a textiliparral. Ennek alapján kapott megbízást 1979-ben az Országos Műszaki Fejlesztési Bizottság (OMFB) könnyűipari és szolgáltatásfejlesztési főosztályának vezetésére. E beosztásában a textilipar valamennyi technológiájának fejlesztésével foglalkozott és nagyban hozzájárult ahhoz, hogy számos technikai újdonság bekerüljön az iparba.
1986-ban az OMFB elnökhelyettesévé nevezték ki. Kezdetben irányítása alá a vegyipar, a könnyűipar, az élelmiszergazdaság, a biotechnológia, az anyagmozgatás és a csomagolás műszaki fejlesztési tevékenysége tartozott. 1988-tól 1994 végéig az OMFB általános elnökhelyettese ill. közigazgatási államtitkára volt. 1989–1990-ben, a rendszerváltás időszakában megbízottként vezette az OMFB munkáját.
1995-től a Bay Zoltán Alkalmazott Kutatási Alapítvány vezetőségében dolgozott főigazgató-helyettesként, majd az Alapítvány Anyagtudományi és Technológiai Intézetének igazgatója lett. Ezt a munkát végezte 1999-ben bekövetkezett haláláig.

## Tudományos munkássága
Tudományos munkájáról 60-nál több tudományos publikációban és számtalan hazai és nemzetközi fórumon elhangzott előadásában számolt be.
1959-től részt vett az MTA Makromolekuláris Kémiai Bizottságának, majd 1968-tól az MTA Szál- és Rosttechnológiai Bizottságának munkájában. Ez utóbbinak 1994-től elnöke is volt.
1987-től a Budapesti Műszaki Egyetem címzetes egyetemi tanára volt.
1990 és 1998 között a Műszaki és Természettudományi Egyesületek Szövetsége (MTESZ) alelnöke és a MTESZ Budapesti Szervezete elnöke. 1998-ban a MTESZ Központi Oktatási Bizottságának elnökévé választották. 1990-től tagja, 1994-től alelnöke volt a Magyar Mérnök Akadémiának.
A Textilipari Műszaki és Tudományos Egyesület munkájába akkor kapcsolódott be, amikor a Magyar Viscosagyárban dolgozott. Rövidesen az Egyesület vegyiszál szakosztályának elnöke lett, majd 1981-től társelnökként, 1985-től elnökként vezette az Egyesületet.
Több állami kitüntetést kapott, ezek között 1985-ben Eötvös Loránd-díjjal, 1994-ben pedig a Magyar Köztársasági Érdemrend Középkeresztje (Polgári Tagozat) érdemrenddel tüntették ki. Munkásságát a társadalmi szervezetek is elismerték: 1965-ben a Magyar Kémikusok Egyesülete Wartha Vince-díjjal, a Textilipari Műszaki és Tudományos Egyesület 1974-ben és 1991-ben a Textilipar Fejlesztéséért éremmel jutalmazta. 1990-ben MTESZ Díjat kapott.

## Elismerései
- Eötvös Loránd-díj (1985)
- Wartha Vince Emlékérem
- A Magyar Köztársasági Érdemrend középkeresztje (1994)